# 도쿄도도 제451호선
도쿄도도 제451호선(일본어: 東京都道451号江戸川堤防線, 도쿄도도 제451호 에도가와 제방선)은 도쿄도 가쓰시카구와 에도가와구를 연결하여 에도강을 연선으로 이어주는 특례 도로이다.

## 통과하는 지자체
- 도쿄도 : 가쓰시카구, 에도가와구

## 기점 및 종점
- 기점 : 도쿄도 가쓰시카구 히가시카나마치 8초메
- 종점 : 도쿄도 에도가와구 시노자키마치 3초메 포니랜드 앞 교차로 (도쿄도도 제450호선과 교차)

## 교차하는 도로
- 도쿄도도 제54호선
- 도쿄도도 제60호선
- 국도 제298호선
- 국도 제6호선
- 국도 제14호선 (지바 가도, 게이요 도로)